# Pemberville (Ohio)
Pemberville es una villa ubicada en el condado de Wood en el estado estadounidense de Ohio. En el Censo de 2010 tenía una población de 1371 habitantes y una densidad poblacional de 456,33 personas por km².

## Geografía
Pemberville se encuentra ubicada en las coordenadas 41°24′35″N 83°27′30″O / 41.40972, -83.45833. Según la Oficina del Censo de los Estados Unidos, Pemberville tiene una superficie total de 3 km², de la cual 3 km² corresponden a tierra firme y (0%) 0 km² es agua.

## Demografía
Según el censo de 2010, había 1371 personas residiendo en Pemberville. La densidad de población era de 456,33 hab./km². De los 1371 habitantes, Pemberville estaba compuesto por el 94.38% blancos, el 0.15% eran afroamericanos, el 0.15% eran amerindios, el 0.22% eran asiáticos, el 0% eran isleños del Pacífico, el 3.87% eran de otras razas y el 1.24% pertenecían a dos o más razas. Del total de la población el 6.56% eran hispanos o latinos de cualquier raza.